# Zamek w Chuście
Zamek w Chuście – wybudowany w 1090 r. przez króla Węgier Władysława I Świętego w Chuście.

## Historia
Zamek służył obronie przed Kumanami. Następnie został zniszczony podczas najazdu mongolskiego w 1242 i odbudowany przez króla Karola Roberta około 1318 r. W 1594 r. miasto zniszczyli Tatarzy. W późniejszych wiekach zamek był kilkakrotnie oblegany: w 1644 przez armię Jerzego I Rakoczego, w 1657 r. przez wojska polskie, w 1661 r. przez Turków. W 1703 r. zamek poddał się powstańczym wojskom kuruców i 17 sierpnia 1703 r. proklamowano w nim niepodległość Siedmiogrodu. Zamek w Chuście był ostatnim zamkiem zdobytym przez wojska Habsburgów po stłumieniu tego powstania w 1711. W XVIII wieku zamek popadł w ruinę, ponieważ w 1766 r. piorun uderzył w basztę prochową. Do czasów obecnych na 170 m Górze Zamkowej zachowały się fragmenty murów rozległej twierdzy.

## Przypisy

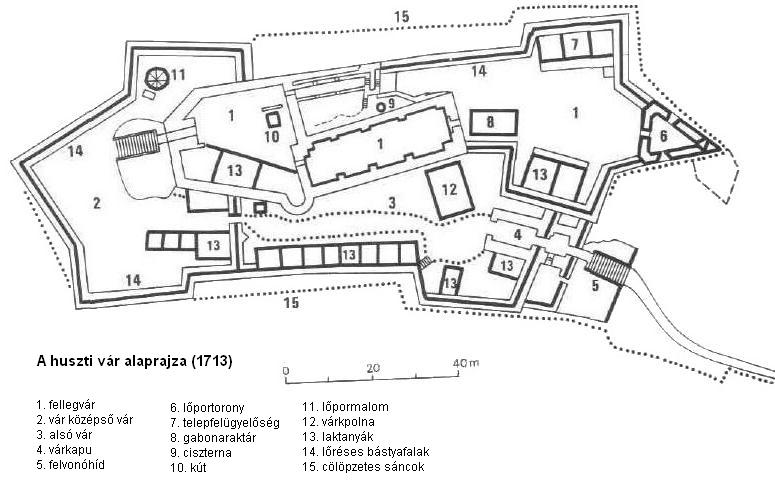
Schemat

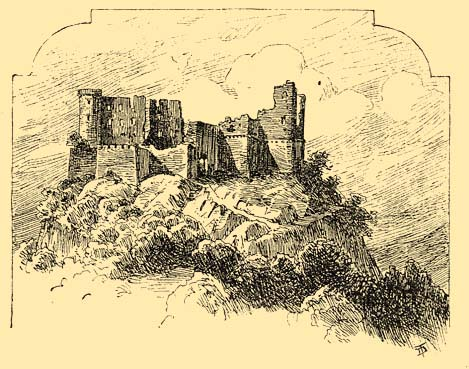
Zamek na rycinie